# Smittium gigasporum
Smittium gigasporum är en svampart som beskrevs av M.C. Williams & Lichtw. 1984. Smittium gigasporum ingår i släktet Smittium och familjen Legeriomycetaceae.   Inga underarter finns listade i Catalogue of Life.